# Kalamandra
Kalamandra je přírodní památka asi 250 m severozápadně od Dobrkovského mlýna u osady Staré Dobrkovice, části obce Kájov, v okrese Český Krumlov. Správa CHKO Blanský les. Předmětem ochrany je ochrana zbytku teplomilných společenstev na krystalických vápencích na skalnaté stráni s jižní expozicí na levém svahu údolí potoka Polečnice.

## Flóra
Vápencová stráň porostlá teplomilnými mezofilními křovinnými porosty s prvky dubohabřin a teplomilnou vápnomilnou nelesní vegetací a květenou, s ohroženými druhy rostlin a živočichů.